# Непокретна културна добра Републике Српске
Непокретна културна добра Републике Српске чине добра проглашена на основу Закона о културним добрима и одлукама Националне комисије за заштиту споменика, добра предложена за заштиту на основу претходне заштите, као и добра која имају валоризациону основу с једне стране и петиције с друге стране.

## Категорије културних добара
Према Националној листи споменика Босне и Херцеговине (закључно са 60. сједницом Комисије за очување националних споменика БиХ одржаном у фебруару 2014. године), културна добра су подијељена у сљедеће категорије:
- историјске грађевине и споменици;
- градитељске цјелине;
- подручја.

Остала културна добра утврђена по другим критеријумима: 
- културна добра која имају валоризациону основу;
- археолошки локалитети (само они који се налазе на привременој или проглашеној листи националних споменика или у регистру СР БиХ);
- културна добра која се налазе у регистру СР БиХ;
- културна добра са привремене листе националних споменика

## Списак културних добара
Списак националних споменика чине 532 заштићена добра међу којима су: проглашени национални споменици, национални споменици са привремене листе и национални споменици који су били евидентирани и у регистру заштићених добара од стране СР Босне и Херцеговине и уживају садашњу заштиту надлежних институција.
Привремена листа националних споменика формирана је у периоду од 1996. до 2000. године и културна добра која се на њој налазе се проглашавају националним на сједницама Комисије за очување националних споменика које се одржавају од 2002. године по неколико пута годишње. Постоји 67 националних споменика који су евидентирани у некадашњем регистру заштићених добара СР Босне и Херцеговине, а да се не налазе на листи националних споменика.
На списку културних добара која имају валоризациону основу културно-историјског насљеђа постоји 289 културних добара која су уживала и претходну заштиту, а документе о валоризацији су усвајале скупштине општина. Међу добрима која имају валоризациону основу издвојено је 10 просторно-културноисторијских цјелина и 3 знаменита мјеста. Осталих 276 добара која имају валоризационе основе се могу сматрати споменицима културе. Што се тиче археолошких локалитета њих је евидентирано 511, од којих се 105 налази и на привременој или утврђеној листи националних споменика као подручја.